# Коажа
Коажа (рум. Coaja) — село у повіті Хунедоара в Румунії. Входить до складу комуни Ворца.
Село розташоване на відстані 320 км на північний захід від Бухареста, 24 км на північний захід від Деви, 113 км на південний захід від Клуж-Напоки, 113 км на схід від Тімішоари.

## Населення
За даними перепису населення 2002 року у селі проживали 123 особи, усі — румуни. Усі жителі села рідною мовою назвали румунську.